# فرقه‌های بودایی اولیه

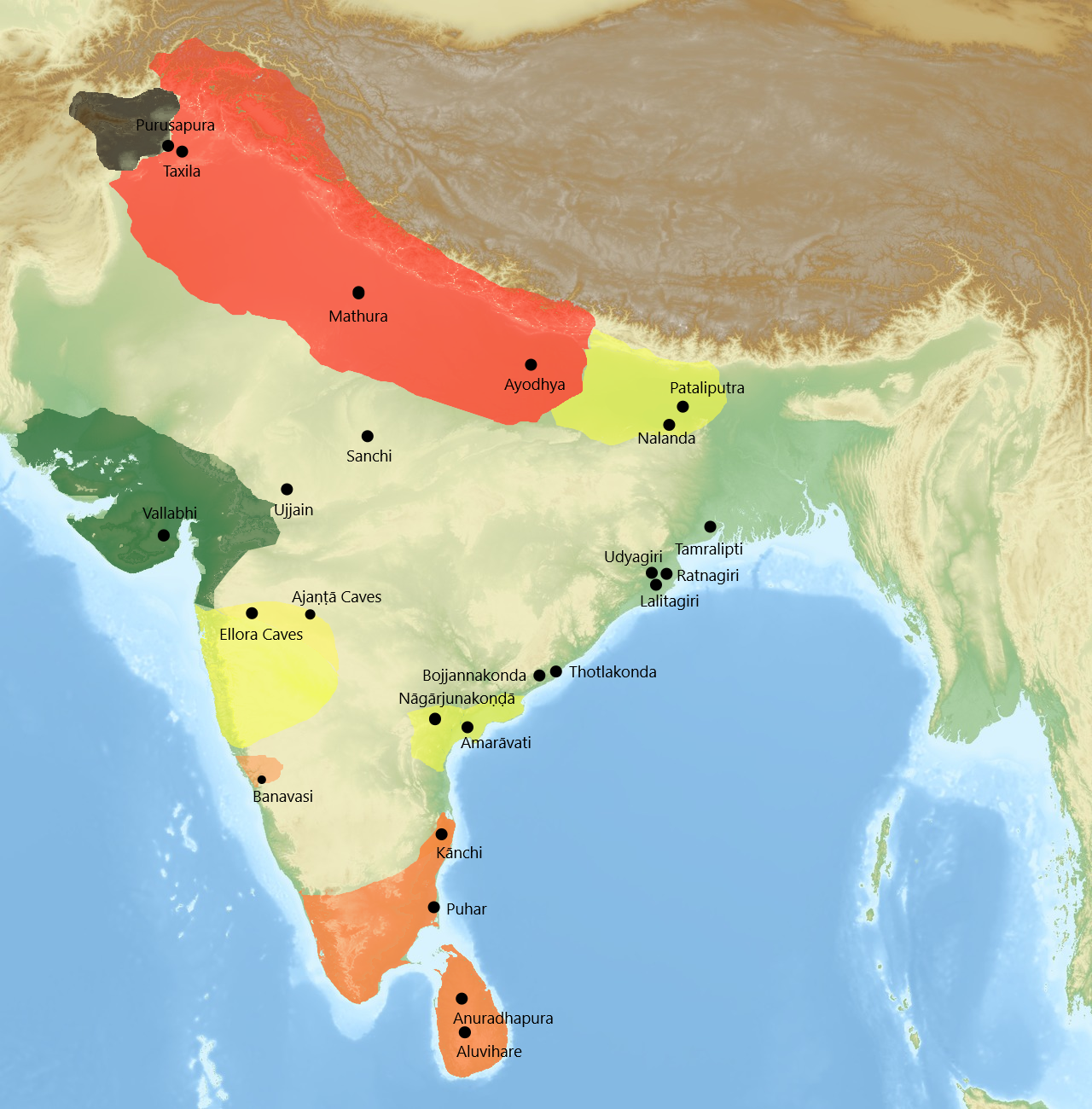
Map of the مراکز جغرافیایی مدارس عمده بودایی درtime of هیون تسیانگ's visit in the سده هفتم میلادی. · خاکستری: دارماگوپتاکا · قرمز: سرواستیواده · زرد: Mahāsāṃghikas · سبز: Pudgalavādins · نارنجی: Vibhajyavādins

فرقه‌های بودایی اولیه (انگلیسی: Early Buddhist schools)، اشاره به «مکتب‌های اعتقادی» یا «مکتب‌های فکری» (زبان سانسکریت: vāda) در تاریخ بودیسم در هند است که برخاسته از یکپارچگی اولیه رهبانی بودایی (سانگها) به دلیل جدایی (دین) گوناگون در تاریخ بودیسم هند بود.
انشعاب‌ها و تقسیم‌بندی‌های مختلف ناشی از تفاوت‌ها در تفاسیر رهبانیت، تفاوت‌های اعتقادی و نیز به دلیل جدایی ساده جغرافیایی بود، زیرا بودیسم در سراسر شبه‌قاره هند گسترش یافت.